# گویش اقلیدی
گویش اقلیدی یکی از گویش‌های زبان فارسی است که در شهرستان اقلید از استان فارس ایران رایج است. این گویش به دلیل ویژگی‌های آوایی، واژگانی و ساختاری خاص خود، از دیگر گویش‌های فارسی متمایز است و بازمانده‌ای از زبان‌های باستانی ایران مانند زبان فارسی میانه، پهلوی و حتی زبان اوستایی به‌شمار می‌رود.

### تغییر گویش و ترکیب واژگان
تغییر گویش و ترکیب واژگان و تبدیل بعضی حرف‌ها به حرف‌های دیگر از جمله مشخصه‌های بارز در واژگان گویش اقلیدی است. این تغییرات آوایی، که ریشه در تطورات تاریخی زبان دارند، در بسیاری از واژگان روزمره مشاهده می‌شوند. برای مثال:
- «خ» ← «غ»
  - چوب‌خط ← چوغت
  - پخ ← پغ
  - مطبخ  ← مدبغ

- «او» ← «ای»
  - دور ← دیر
  - پوک ← پیک
  - لوت ← لیت

### واژگان کشاورزی و دامداری
وجود واژگان متعدد مرتبط با کشاورزی و دامداری نشان‌دهندهٔ سبک زندگی سنتی مردم منطقه اقلید در گذشته است. این واژگان در بسیاری موارد دارای ریشه‌هایی کهن هستند و در سایر گویش‌ها دیده نمی‌شوند.
- اَلُم = ارزن
- اورمون = گلابی (در برخی مناطق: هرمون)
- کرتک = کرت یا قطعه‌بندی زمین
- مورو = علف (موره)
- کوفیچ = واحد اندازه‌گیری زمین (معادل جریب؛ واژهٔ بومی: غفیز)
- اَسپِس (aspes) = یونجهٔ وحشی، با ریشه در واژهٔ اوستایی aspa- به معنای گیاه

### واژگان باستانی و شاهنامه‌ای
گویش اقلیدی واژگانی را حفظ کرده‌است که در شاهنامه، متون فارسی میانه و زبان‌های باستانی ایران ریشه دارند:
- کُم = شکم
- کیلیک = کلید
- آجیده = آژده (نقش‌دار)
- آرت = آرد
- اوشتاد = فشار
- اپرشوم = ابریشم
- بیبیک = مردمک چشم
- بِرِز = برشته (مثلاً در: نخودچی‌برِز)
- خفتوک = کابوس
- توره = شغال
- تروک = نوزاد تازه‌متولدشده
- تالمن = دال
- گرت = گرد و غبار
- کلک = اجاق گِلی
- لوتک = لخت (برهنه)
- اوفتیدن = افتادن
- کرا = ارزش داشتن (مثلاً: «کراش نمی‌کنه»)

بسیاری از این واژگان در شعر شاعران کلاسیک چون مولانا نیز دیده می‌شود. برای نمونه:
از آن بانگ دهل از عالم کل / بدین دنیای فانی اوفتیدم

### اهمیت فرهنگی
بررسی ریشه‌شناسی و نگهداری گویش اقلیدی می‌تواند نقش مهمی در فهم فرهنگ، زبان‌شناسی تاریخی و هویت مردم منطقه داشته باشد. گویش اقلیدی همچنین پلی زبانی میان دوران باستان و معاصر ایران به‌شمار می‌رود و در زمرهٔ گویش‌های در حال انقراض ایران قرار دارد.